# Availles-Thouarsais
Availles-Thouarsais település Franciaországban, Deux-Sèvres megyében. Lakosainak száma 184 fő (2022. január 1.). Availles-Thouarsais Saint-Généroux, Airvault és Irais községekkel határos.

## Népesség
A település népességének változása:
| Lakosok száma | 200  | 194  | 198  | 198  | 195  | 193  | 193  | 188  | 184  |
|               | 2013 | 2015 | 2016 | 2017 | 2018 | 2019 | 2020 | 2021 | 2022 |